# Lista de capitães-mores de São Paulo
Esta é uma lista de capitães-mores de São Paulo. De 1531 a 1709, a Capitania de São Vicente pertencia a seus donatários, ou seja, nobres portugueses a quem a Coroa portuguesa doava as terras e transferiam o ônus de sua administração. Os donatários passavam apenas breves períodos na capitania, permanecendo maior parte do tempo na metrópole e, portanto, delegavam  a um capitão-mor a administração da capitania.

Capitania de São Vicente - 1709

Em 1624, o Conde de Monsanto, bisneto de Martim Afonso de Sousa, aproveita-se de um equívoco na demarcação territorial entre as capitanias de Santo Amaro e São Vicente, apropria-se de uma parte das terras, incluídas as vilas de Santos, São Paulo e São Vicente, e adicionalmente ocasiona a divisão da Capitania de São Vicente em duas partes. Uma ficou com o primeiro, que incluía São Vicente (a sede), Santos e São Paulo, entre outras localidades; prevalecendo o nome. A outra porção, que corresponde principalmente ao atual Litoral Sul paulista, ficou com a Condessa de Vimieiro, que estabeleceu a sede em Itanhaém, sendo por isso mesmo conhecida como Capitania de Itanhaém.
Segundo uma versão, em 22 de março de 1681, o Marquês de Cascais, donatário da Capitania de São Vicente, teria transferido a capital da capitania para a Vila de São Paulo, passando a ser a "Cabeça da Capitania". A nova capital teria sido instalada em 23 de abril de 1683, com grandes festejos públicos. O historiador Afonso d'Escragnolle Taunay, com base em investigação de documentos históricos, contesta a concretização dessa transferência.
Por ser a região mais pobre da colônia portuguesa na América, em São Paulo teve início a atividade dos bandeirantes, que se dispersaram pelo interior do país à caça de índios porque, sendo extremamente pobres, os paulistas não podiam comprar escravos africanos. Saíam, também, em busca de ouro e de diamantes. A descoberta do ouro na região de Minas Gerais, na década de 1690, fez com que as atenções do reino se voltassem para São Paulo. Foi criada, então, em 3 de novembro de 1709, a nova Capitania Real de São Paulo e Minas do Ouro, quando foram compradas, pela coroa portuguesa, a Capitania de São Paulo e a Capitania de Santo Amaro de seus antigos donatários. Em 11 de julho de 1711, a Vila de São Paulo foi elevada à categoria de cidade. Logo em seguida, por volta de 1720, foi encontrado ouro, pelos bandeirantes, nas regiões onde se encontram hoje a cidade de Cuiabá e a Cidade de Goiás, fato que levou à expansão do território brasileiro para além da Linha de Tordesilhas.
Em 1709, a coroa portuguesa comprou a Capitania de São Vicente do Marquês de Cascais, fundiu-a com a Capitania de Itanhaém criando então a Capitania de São Paulo e Minas de Ouro que a esta altura, pela ação desbravadora dos bandeirantes, já tinha um território muito maior, abrangendo grosso modo o que hoje são os estados de Santa Catarina, Paraná, São Paulo, Minas Gerais, Goiás, Tocantins, Mato Grosso do Sul, Mato Grosso e Rondônia. Com isto, a Capitania de São Paulo e Minas de Ouro torna-se uma capitania real.
Em 1720, a coroa portuguesa desmembra a Capitania de São Paulo e Minas de Ouro entre Capitania de São Paulo e Capitania de Minas Gerais.

## Lista
Do ponto de vista historiográfico é difícil estabelecer com precisão as datas e nomes dos capitães-mores, sendo a lista abaixo transcrita de carácter aproximativo.
| Nº                                          | Nome                           | Imagem                   | Período                                           | Donatário                                             |
| Capitania de São Vicente                    | Capitania de São Vicente       | Capitania de São Vicente | Capitania de São Vicente                          | Capitania de São Vicente                              |
| ------------------------------------------- | ------------------------------ | ------------------------ | ------------------------------------------------- | ----------------------------------------------------- |
| 1                                           | Pero de Gois1                  |                          | 1533 até 1536                                     | Martim Afonso de Sousa                                |
| 2                                           | Gonçalo Monteiro1              |                          | 1536 até 1538                                     | Martim Afonso de Sousa                                |
| 3                                           | António de Oliveira            |                          | 1538 até março de 1543                            | Martim Afonso de Sousa                                |
| 4                                           | Cristóvão de Aguiar de Altero  |                          | 28 de março de 1543 até junho de 1545             | Martim Afonso de Sousa                                |
| 5                                           | Brás Cubas                     |                          | 8 de junho de 1545 até 1549                       | Martim Afonso de Sousa                                |
| 6                                           | António de Oliveira            |                          | 1549 até 1554                                     | Martim Afonso de Sousa                                |
| 7                                           | Gonçalo Afonso                 |                          | 1554 até 1555                                     | Martim Afonso de Sousa                                |
| 8                                           | Brás Cubas                     |                          | 1555 até 1556                                     | Martim Afonso de Sousa                                |
| 10                                          | Jorge Ferreira                 |                          | 1556 até 1558                                     | Martim Afonso de Sousa                                |
| 11                                          | Francisco de Morais            |                          | 1558 até 1561                                     | Martim Afonso de Sousa                                |
| 12                                          | Pedro Colaço                   |                          | 1561 até 1562                                     | Martim Afonso de Sousa                                |
| 13                                          | Pedro Ferraz Barreto           |                          | 1563 até 1567                                     | Martim Afonso de Sousa                                |
| 13                                          | Pedro Ferraz Barreto           | Pero Lopes de Sousa      | 1563 até 1567                                     |                                                       |
| 14                                          | Jorge Ferreira                 |                          | 1567 até 1572                                     |                                                       |
| 15                                          | Jerónimo Leitão                |                          | 1572 até 23 de março de 1592                      |                                                       |
| 16                                          | Jorge Correia                  |                          | 30 de março de 1592 até março de 1595             | Lopo de Sousa 2º senhor do Prado                      |
| 17                                          | Roque Barreto                  |                          | 1595 até 1598                                     | Lopo de Sousa 2º senhor do Prado                      |
| 18                                          | Diego Arias de Aguirre         |                          | 1598 até 1602                                     | Lopo de Sousa 2º senhor do Prado                      |
| 19                                          | Pedro Vaz de Barros            |                          | 1600 até fevereiro de 1602                        | Lopo de Sousa 2º senhor do Prado                      |
| 20                                          | Diogo Lopes de Castro          |                          | 24 de fevereiro de 1602 até 1602                  | Lopo de Sousa 2º senhor do Prado                      |
| 21                                          | Roque Barreto                  |                          | 1603 até dezembro de 1606                         | Lopo de Sousa 2º senhor do Prado                      |
| 22                                          | Antônio Pedroso de Barros      |                          | 20 de dezembro de 1606 até outubro de 1607        | Lopo de Sousa 2º senhor do Prado                      |
| 23                                          | Gaspar Conqueiro               |                          | 6 de outubro de 1607 até julho de 1612            | Lopo de Sousa 2º senhor do Prado                      |
| 24                                          | Luís de Freitas Matoso         |                          | 3 de julho de 1612 até 1612                       | Vago                                                  |
| 25                                          | Nuno Pereira Freire            |                          | 1612 até 1613                                     | Vago                                                  |
| 26                                          | Francisco de Souto-Maior       |                          | 1613                                              | Vago                                                  |
| 27                                          | Roque Monteiro                 |                          | 1613                                              | Vago                                                  |
| 28                                          | Domingos Pereira Jácome        |                          | 1613 até setembro de 1614                         | Vago                                                  |
| 29                                          | Paulo da Rocha e Sequeira      |                          | 25 de setembro de 1614 até 13 de novembro de 1615 | Vago                                                  |
| 30                                          | Baltasar de Seixa Rabelo       |                          | 13 de novembro de 1615 até julho de 1617          | Vago                                                  |
| 31                                          | Gonçalo Correia de Sá          |                          | 1º de julho de 1617 até 1618                      | Vago                                                  |
| 32                                          | Martim de Sá                   |                          | 1618 até 1621                                     | Vago                                                  |
| 33                                          | Manuel Rodrigues de Morais     |                          | 1621 até 1622                                     | Mariana de Sousa Guerra Condessa de Vimieiro          |
| 34                                          | Fernão Vieira Tavares          |                          | 1622                                              | Mariana de Sousa Guerra Condessa de Vimieiro          |
| 35                                          | João de Moura Fogaça           |                          | 1622 até julho de 1624                            | Mariana de Sousa Guerra Condessa de Vimieiro          |
| 36                                          | Álvaro Luís do Vale            |                          | 24 de julho de 1624 até 1626                      | Álvaro Pires de Castro e Sousa 1.º Marquês de Cascais |
| 37                                          | Gonçalo Correia de Sá          |                          | 1626 até 1628                                     | Álvaro Pires de Castro e Sousa 1.º Marquês de Cascais |
| 38                                          | Pedro da Mota Leite            |                          | 1628 até 1632                                     | Álvaro Pires de Castro e Sousa 1.º Marquês de Cascais |
| 39                                          | Francisco da Costa             |                          | 1632 até 1635                                     | Álvaro Pires de Castro e Sousa 1.º Marquês de Cascais |
| 40                                          | Francisco da Rocha             |                          | 1635 até 1638                                     | Álvaro Pires de Castro e Sousa 1.º Marquês de Cascais |
| 41                                          | António de Aguiar Barriga      |                          | 1638 até 1639                                     | Álvaro Pires de Castro e Sousa 1.º Marquês de Cascais |
| 42                                          | Vasco da Mota                  |                          | 1639 até 1640                                     | Álvaro Pires de Castro e Sousa 1.º Marquês de Cascais |
| 43                                          | João Luís Mafra                |                          | 1640 até 1640                                     | Álvaro Pires de Castro e Sousa 1.º Marquês de Cascais |
| 44                                          | Calixto da Mota                |                          | 1640 até 1641                                     | Álvaro Pires de Castro e Sousa 1.º Marquês de Cascais |
| 45                                          | Gonçalo Correia de Sá          |                          | 1641 até 1642                                     | Álvaro Pires de Castro e Sousa 1.º Marquês de Cascais |
| 46                                          | Gaspar de Sousa Uchoa          |                          | 1642 até 1642                                     | Álvaro Pires de Castro e Sousa 1.º Marquês de Cascais |
| 47                                          | Francisco da Fonseca Falcão    |                          | 1642 até 1643                                     | Álvaro Pires de Castro e Sousa 1.º Marquês de Cascais |
| 48                                          | António Lopes da Costa         |                          | 1643 até 1643                                     | Álvaro Pires de Castro e Sousa 1.º Marquês de Cascais |
| 49                                          | António Ribeiro de Morais      |                          | 1643 até 1644                                     | Álvaro Pires de Castro e Sousa 1.º Marquês de Cascais |
| 50                                          | Jacques Félix                  |                          | 1644 até 1644                                     | Álvaro Pires de Castro e Sousa 1.º Marquês de Cascais |
| 51                                          | Valério Carvalho               |                          | 1644 até 1644                                     | Álvaro Pires de Castro e Sousa 1.º Marquês de Cascais |
| 52                                          | Gaspar de Sousa Uchoa          |                          | 1644 até 1645                                     | Álvaro Pires de Castro e Sousa 1.º Marquês de Cascais |
| 53                                          | Francisco Pinheiro Raposo      |                          | 1645 até 1647                                     | Álvaro Pires de Castro e Sousa 1.º Marquês de Cascais |
| 54                                          | Manuel Carvalho                |                          | 1647 até 1648                                     | Álvaro Pires de Castro e Sousa 1.º Marquês de Cascais |
| 55                                          | Manuel Pereira Lobo            |                          | 1º de junho de 1648 até 1649                      | Álvaro Pires de Castro e Sousa 1.º Marquês de Cascais |
| 56                                          | Dionísio da Costa              |                          | 1649 até 1650                                     | Álvaro Pires de Castro e Sousa 1.º Marquês de Cascais |
| 57                                          | Álvaro Luís do Vale            |                          | 1650 até 1652                                     | Álvaro Pires de Castro e Sousa 1.º Marquês de Cascais |
| 58                                          | Bento Fernão de Castelo Branco |                          | 1652 até 1652                                     | Álvaro Pires de Castro e Sousa 1.º Marquês de Cascais |
| 59                                          | Francisco Álvaro Marinho       |                          | 1652 até 1653                                     | Álvaro Pires de Castro e Sousa 1.º Marquês de Cascais |
| 60                                          | Jorge Fernandes da Fonseca     |                          | 1653 até 1654                                     | Álvaro Pires de Castro e Sousa 1.º Marquês de Cascais |
| 61                                          | Gonçalo Couraça de Mesquita    |                          | 1654 até 1654                                     | Álvaro Pires de Castro e Sousa 1.º Marquês de Cascais |
| 62                                          | Simão Dias da Fonseca          |                          | 1654 até 1657                                     | Álvaro Pires de Castro e Sousa 1.º Marquês de Cascais |
| 63                                          | Manuel de Sousa da Silva       |                          | 1657 até janeiro de 1658                          | Álvaro Pires de Castro e Sousa 1.º Marquês de Cascais |
| 64                                          | Jerónimo Pantoja Leitão        |                          | 6 de janeiro de 1658 até 1659                     | Álvaro Pires de Castro e Sousa 1.º Marquês de Cascais |
| 65                                          | António Ribeiro de Morais      |                          | 1659 até 1660                                     | Álvaro Pires de Castro e Sousa 1.º Marquês de Cascais |
| 66                                          | Jorge Fernandes da Fonseca     |                          | 1660 até 1662                                     | Álvaro Pires de Castro e Sousa 1.º Marquês de Cascais |
| 67                                          | Antônio Raposo da Silveira     |                          | 1662 até 1662                                     | Álvaro Pires de Castro e Sousa 1.º Marquês de Cascais |
| 68                                          | João Blau                      |                          | 1662 até 1662                                     | Álvaro Pires de Castro e Sousa 1.º Marquês de Cascais |
| 69                                          | Cipriano Tavares               |                          | 1º de janeiro de 1662 até 1665                    | Álvaro Pires de Castro e Sousa 1.º Marquês de Cascais |
| 70                                          | Tomás Fernandes de Oliveira    |                          | 1665 até dezembro de 1665                         | Álvaro Pires de Castro e Sousa 1.º Marquês de Cascais |
| 68                                          | Agostinho de Figueiredo        |                          | 31 de dezembro de 1665 até 1666                   | Álvaro Pires de Castro e Sousa 1.º Marquês de Cascais |
| 69                                          | Sebastião Velho de Lima        |                          | 1666 até 1668                                     | Álvaro Pires de Castro e Sousa 1.º Marquês de Cascais |
| 70                                          | Jorge Bron                     |                          | 1668 até 1669                                     | Álvaro Pires de Castro e Sousa 1.º Marquês de Cascais |
| 71                                          | Roque Leitão Robalo            |                          | 1669 até 1669                                     | Álvaro Pires de Castro e Sousa 1.º Marquês de Cascais |
| 72                                          | Henrique Leitão Robalo         |                          | 1669 até 1670                                     | Álvaro Pires de Castro e Sousa 1.º Marquês de Cascais |
| 72                                          | Atanásio da Mota               |                          | 1670 até fevereiro de 1675                        | Álvaro Pires de Castro e Sousa 1.º Marquês de Cascais |
| 73                                          | Tomás Fernandes de Oliveira    |                          | 17 de fevereiro de 1675 até 1677                  | Luís Álvares de Castro 2º Marquês de Castro           |
| 74                                          | Brás Rodrigues de Arzão        |                          | 1677 até 1677                                     | Luís Álvares de Castro 2º Marquês de Castro           |
| 75                                          | Filipe Carneiro de Alcaçova    |                          | 1677 até 1679                                     | Luís Álvares de Castro 2º Marquês de Castro           |
| 76                                          | Luís Lopes de Carvalho         |                          | 1679 até 1684                                     | Luís Álvares de Castro 2º Marquês de Castro           |
| 77                                          | Diogo Árias de Araújo          |                          | 1684 até março de 1684                            | Luís Álvares de Castro 2º Marquês de Castro           |
| 78                                          | Pedro Taques de Almeida        |                          | 4 de março de 1684 até 1687                       | Luís Álvares de Castro 2º Marquês de Castro           |
| 79                                          | Filipe de Carvalho             |                          | 1687 até 1688                                     | Luís Álvares de Castro 2º Marquês de Castro           |
| 80                                          | Tomás Rodrigues Sanches        |                          | 1688 até 1690                                     | Luís Álvares de Castro 2º Marquês de Castro           |
| 81                                          | Manuel Peixoto da Mota         |                          | 1690 até fevereiro de 1691                        | Luís Álvares de Castro 2º Marquês de Castro           |
| 82                                          | Manuel Pereira da Silva        |                          | 11 de fevereiro de 1691 até 1692                  | Luís Álvares de Castro 2º Marquês de Castro           |
| 83                                          | Diogo Pinto do Rêgo            |                          | 1692 até 1694                                     | Luís Álvares de Castro 2º Marquês de Castro           |
| 84                                          | Manuel Garcia                  |                          | 1694 até abril de 1696                            | Luís Álvares de Castro 2º Marquês de Castro           |
| 85                                          | Simão de Toledo Piza           |                          | 7 de abril de 1696 até 1969                       | Luís Álvares de Castro 2º Marquês de Castro           |
| 87                                          | Pedro Rodrigues Sanches        |                          | 1696 até 1697                                     | Luís Álvares de Castro 2º Marquês de Castro           |
| 88                                          | Gaspar Teixeira de Azevedo     |                          | 1697 até 1697                                     | Luís Álvares de Castro 2º Marquês de Castro           |
| 89                                          | Martim Garcia Lumbria          |                          | 1697 até 1700                                     | Luís Álvares de Castro 2º Marquês de Castro           |
| 90                                          | Tomás da Costa Barbosa         |                          | 1700 até 1701                                     | Luís Álvares de Castro 2º Marquês de Castro           |
| 91                                          | Miguel Teles da Costa          |                          | 1701 até 1703                                     | Luís Álvares de Castro 2º Marquês de Castro           |
| 92                                          | António Correia de Lemos       |                          | 1703 até 1706                                     | Luís Álvares de Castro 2º Marquês de Castro           |
| 93                                          | Manuel Gonçalves Ferreira      |                          | 1706 até novembro de 1707                         | Luís Álvares de Castro 2º Marquês de Castro           |
| 94                                          | José de Godói Moreira          |                          | 2 de novembro de 1707 até 1707                    | Luís Álvares de Castro 2º Marquês de Castro           |
| 95                                          | João de Campos e Matos         |                          | 1707 até março de 1709                            | Luís Álvares de Castro 2º Marquês de Castro           |
| Capitania real de São Paulo e Minas de Ouro |                                |                          |                                                   |                                                       |
| 96                                          | Francisco do Amaral Coutinho   |                          | 1º de março de 1709 até junho de 1710             | Antônio Coelho de Carvalho                            |

1: Não há certeza de qual teria sido o primeiro capitão-mor da Capitania de São Vicente. Alguns historiadores sustentam que o primeiro teria sido Pero de Gois e não Gonçalo Monteiro, pois este último só teria de facto assumido o cargo em fins de 1536.
Governadores capitães-generais
| nº | Nome                                      | período                                          |
| 1  | António de Albuquerque Coelho de Carvalho | 18 de junho de 1710 — 31 de agosto de 1713       |
| 2  | Brás Baltasar da Silveira                 | 31 de agosto de 1713 — 14 de setembro de 1717    |
| 3  | Pedro de Almeida Portugal                 | 14 de setembro de 1717 — 5 de setembro de 1721   |
| 4  | Rodrigo César de Meneses                  | 5 de setembro de 1721 — 15 de agosto de 1727     |
| 5  | António da Silva Caldeira Pimentel        | 15 de agosto de 1727 — 15 de agosto de 1732      |
| 6  | António Luís de Távora                    | 15 de agosto de 1732 — 1 de dezembro de 1737     |
| 7  | Gomes Freire de Almeida (interino)        | 1º de dezembro de 1737 — 12 de fevereiro de 1739 |
| 8  | Luís de Mascarenhas                       | 12 de fevereiro de 1739 — maio de 1748           |

Em 9 de maio de 1748 a Capitania de de São Paulo é administrativamente extinta por carta régia e seu território é anexado à Capitania do Rio de Janeiro. Em 6 de janeiro de 1765, novamente por deliberação real, a Capitania de São Paulo é restabelecida.